# Astragalus legionensis
Astragalus legionensis är en ärtväxtart som beskrevs av Rupert Charles Barneby. Astragalus legionensis ingår i släktet vedlar, och familjen ärtväxter. Inga underarter finns listade i Catalogue of Life.